# Automeris goodsoni
Automeris goodsoni é uma espécie de mariposa do gênero Automeris, da família Saturniidae.
O holotipo foi registrado em 1966 por Claude Lemaire no Brasil, no estado do Amazonas, município de Fonte Boa (Rio Solimões). Foi ainda encontrada na Bolívia e na Guiana Francesa.